# Heinz Fischer
Heinz Fischer, avstrijski politik, * 9. oktober 1938, Gradec.
Fischer je nekdanji predsednik Avstrije. Funkcijo je prevzel 8. julija 2004 in bil ponovno 25. aprila 2010 izvoljen za drugi mandat. Mandat je zaključil 8. julija 2016. Pred tem je bil minister za znanost od 1983 do 1987 in predsednik Državnega sveta Avstrije med letoma 1990 in 2002. Svoje članstvo v Socialdemokratski stranki Avstrije (SPÖ) je za čas predsedovanja prekinil članstvo v stranki.